# 炼铁乡
炼铁乡，是中华人民共和国云南省大理白族自治州洱源县下辖的一个乡镇级行政单位。

## 行政区划
炼铁乡下辖以下地区：
炼铁村、新庄村、前甸村、北邑村、江旁村、茄叶村、翠屏村、长邑村、田心村、纸厂村和牛桂丹村。